# Palomares
Palomares este o subdiviziune a Cuevas del Almanzora din provincia Almería din Andaluzia (Spania).